# 勒佩雷
勒佩雷（法語：Le Perrey，法語發音：[lə pɛʁɛ]）是法国厄尔省的一个市镇，属于贝尔奈区。该市镇于2019年由原市镇富尔默托、圣旺德尚和圣蒂里安合并而成，行政中心位于富尔默托。

## 地理
勒佩雷（49°22'56"N, 0°34'22"E）面积21.40 平方千米，位于法国诺曼底大区厄尔省，该省份为法国北部内陆省份，北起滨海塞纳省，西接奧恩省和卡爾瓦多斯省，南至厄尔-卢瓦省，东临瓦兹省、瓦兹河谷省和伊夫林省。
与勒佩雷接壤的市镇（或旧市镇、城区）包括：里勒河畔科讷维尔、里勒河畔马讷维尔、圣马尔-德布拉卡维尔、布克隆、圣奥波尔蒂内-拉马尔、特鲁维尔拉欧勒、布尔讷维尔-圣克鲁瓦、瓦勒托。
勒佩雷的时区为UTC+01:00、UTC+02:00（夏令时）。

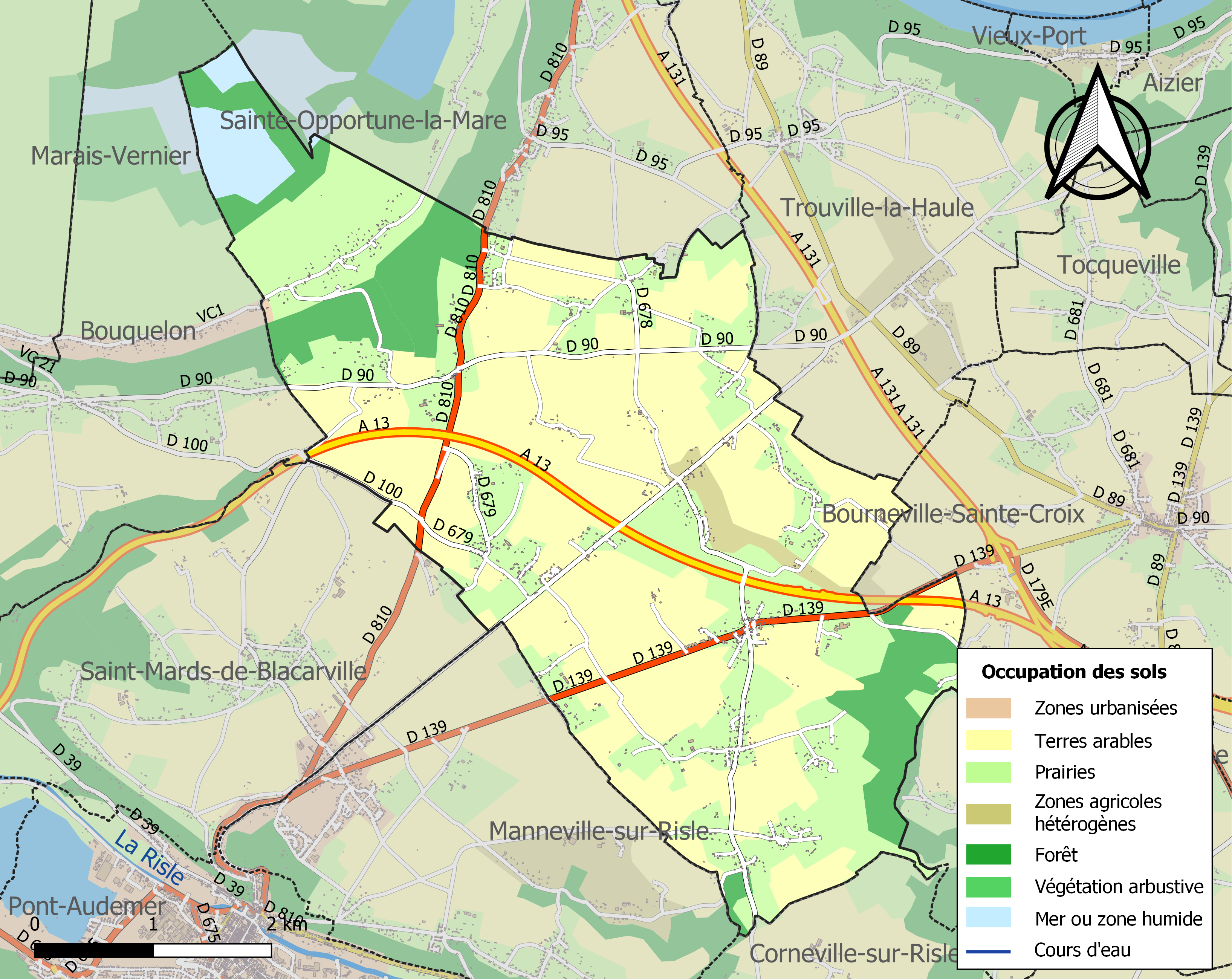
勒佩雷的OSM定位图

## 行政
勒佩雷的邮政编码为27500，INSEE市镇编码为27263。

## 政治
勒佩雷所属的省级选区为蓬托德梅尔县。

## 人口
勒佩雷于2022年1月1日时的人口数量为1221人。